# جبل سولتاري
جبل سولتاري، وهو الجبل الذي هو جزء من جبال بلو المدى، حافزا
قبالة تقسيم المدى العظمى، ويقع في الحديقة الوطنية الجبال الزرقاء، نيو ساوث
ويلز، أستراليا.
إن جبل سولتاري هو جزء من سلسلة جبال البلو مونتين ( الجبال الزرقاء /
Blew
Mountain) وهو ملتصق بسلسلة غريت ديفيدنغ (Great Dividing Range).
ويقع في حديقة البلو مونتين الوطنية (Blue Mountains National Park ) 
نيو ساوث ويلز (NSW)، أستراليا.
يقع جبل سولتاري على بعد حوالي
100 كيلومتر (62 ميل) غرب سيدني، وعلى بعد بضعة كيلومترات من جنوب كاتومبا
البلدة الرئيسية في منطقة الجبال الزرقاء.
يطلق سكان أستراليا الأصليين (أبريجنل) على هذا الجبل اسم (korowal)
وهذا يعني " القوي" غير أن أصل الاسم الحديث " سولتاري " أي"
الوحيد" غير معروف غير أن السبب قد يعود إلى أن جبل 
سولتاري هو الجبل الوحيد في وادي جاميسون  (Jamison valley).
يقع جبل الانفرادي جنوب كتونبة (katounba)  في وسط وادي
جاميسون، أحد الوديان الرئيسية لمنطقة الجبال الزرقاء.  وهو منخفض
العلو طبيعته صخرية رملية ويمتد على طول وادي جاميسون من الغرب إلى الشرق. كما
يبلغ طول  قمته 5 كيلومترات (3.1 ميل) ولكن إن أخذنا بعين الاعتبار
المنحدرات السفلى للجبل سيكون طول مساحته حوالي 10 كيلومترا (6.2 ميل). يبلغ
ارتفاع أعلى نقطة من قمة الجبل عن سطح البحر حوالي 950 متر (3120 قدم)
تغطي غابت شجر  الكينا معظم الجبل وتغطي مجموعة صغيرة من
أشجار الصنوبر طرفة الغربي. غابات شبه مطرية وعرة وصغيرة تتواجد على طول متحدراته الجبلية.
ومن المعروف أن الثلج يتساقط في بعض الأحيان على قمم الجبل العالية خلال
فصل الشتاء.

## المشي في الأحراش
المشي في الأحراش

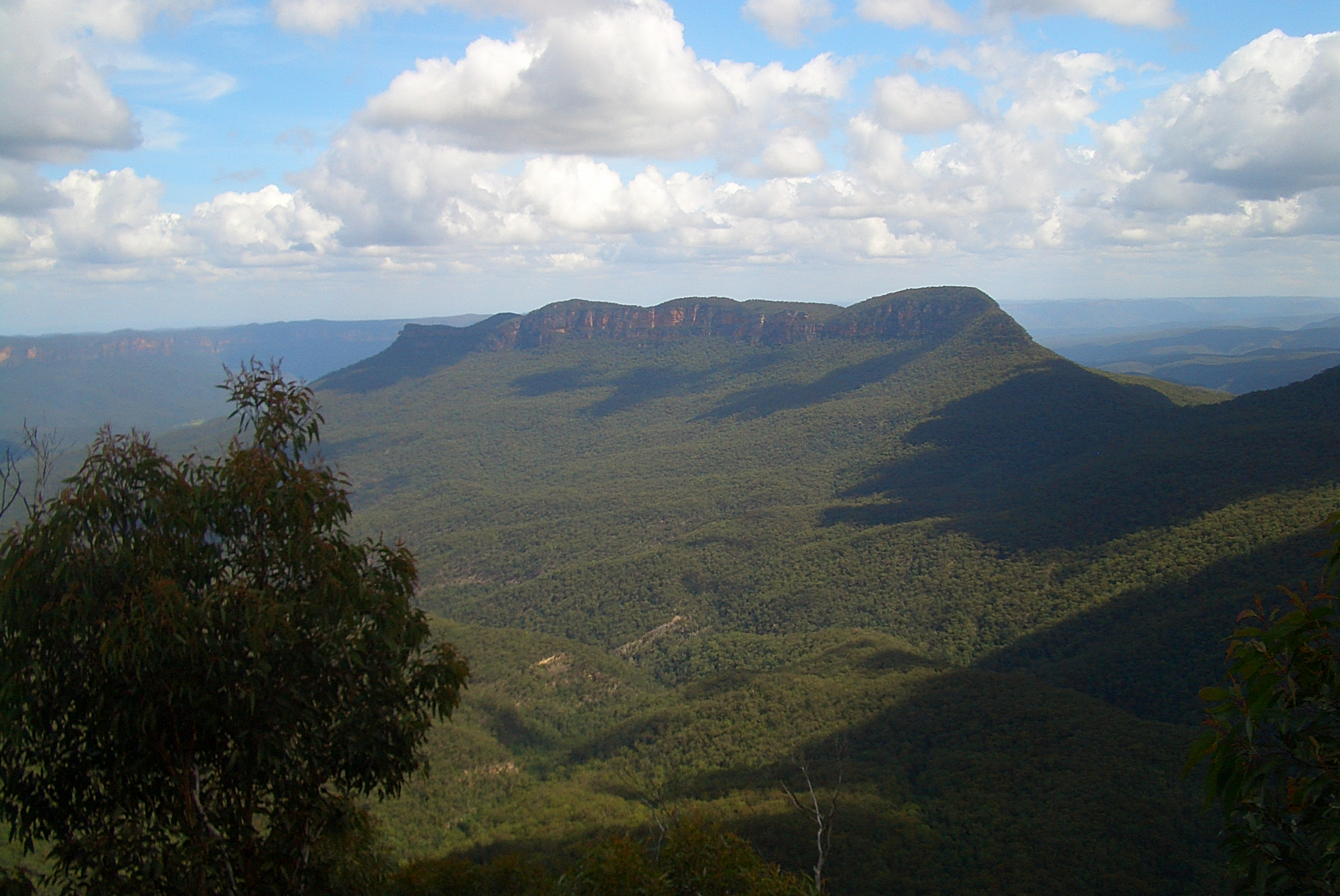
,جبل سولتاري هو موقع سياحي شعبي وخاصةً لهوات المشي في الأحراج، وتصل إلى هذا الجبل عبر ممر الذي يبدأ من جولدن ستيرز (Golden Stairs) بالقرب من كتونبة (Katounba) لينحرف جنوباً شرقاً نحو جبل سولتاري.

على طول الطريق هنالك«قلعة الخراب» (رويند كاستل/ ruinned castle)   وهي
تشكيل من الصخور على تلة فوق المسار وفوق منجم فحم قديم تم اقفاله. في هذه
المطقة هنالك مساحة شاسعة من الأراضي مقتطعة الأشجار كان يقطنها قديماً عمال
المنجم أما اليوم فيأتيها المخيمون، وعلى الطرف الغربي من
الجبل هنالك   اخدود   شنمس (Gully Chinamans )
 مع ملجأ صخري كبير.من الجانب الجنوبي من الجبل يمكنك مشاهدة مسحات شاسعة
من المنطقة الجنوبية ومن هناك ينحدر الممر باتجاه نهر كدمبة (kedumba River)
ثم يرتفع بإتجاه كينجس  تيبلند (kings tableland) 
جنوب شلالات وينتولذ (Wentworth falls).
في كانون الأول 2006 أضاع دافيد اردال الذي هو من هواة المشي في الأحراج
الطريق خلال رحلته ما اصدقائه على المسار الممتدة من  كتونبة (Katoomba)
إلى شلالاتشلالات وينتولذ (Wentworth falls )، قام ديفيد بالاتصال
برقم 000 عبر هاتفه الجوال لكن استغاثته رفضت مراراً وتكراراً من قبل العمال
ف قسم الطوارئ لأنه لا يحدد عنوان الشارع التي إليه سترسل سيارة الإسعاف ولكن بعد
اتصاله السابع والأخير انطلقت عمليات البحث والإنقاذ وعثر على جثته بعد ثمانية
أيام، على ما يقرب من 200 متر (660 قدم) من الممر  في مكان ما فوق
نهر  كدمبة  (kedumba River)
في تموز 2009سائح بريطاني يدعى جيمي نيل تاه وهو في طريقه إلى
جبل سولتاري فهو مشى مسافة طويلة ليصل إلى «قلعة الخراب»
(رويند كاستل/ ruinned castle) بعد مغادرة كاتومبا ووصل إلى
قمة الجبل ولكنه تاه في طريق العودة سلكاً منحدر كورول الحاد. تاه جيمي نيل
في الأحراش لأثني عشر يوماً إلى أن وجد بعض المخيمين بالقرب من هضبة نارو نك (Narrow Neck)
. فيما بعد قام   جيمي نيل «وكيل المشاهير الجدد» بتخاذ نيل
كعمل له وبعد ذلك حظيت القصة باهتمام عالمي  ومن بين الإشاعات أن برنامج
«60 دقيقة»  (60 Minutes ) على القناة
التاسعة، دفعت لنيل 50,000 $  لقاء عرض قصته.